# 橋本忍
橋本 忍（はしもと しのぶ、1918年〈大正7年〉4月18日 - 2018年〈平成30年〉7月19日）は、日本の脚本家、映画監督。兵庫県神崎郡鶴居村（現・神崎郡市川町鶴居）に生まれる。
脚本家の橋本信吾、橋本綾は実子。

## 経歴

キネマ旬報社『キネマ旬報』2月上旬号（1967）より

家業は小料理屋で、物心ついたころから父親の家業を手伝っていた。やがて芝居好きの父親が興行活動を始め、自費で開設した芝居小屋の楽屋へ幼少の頃から頻繁に出入りし、多大な影響を受ける。高等小学校卒業後、薬問屋へ丁稚奉公に出るが直ぐに辞め、伝手を頼って入学した大鉄教習所を卒業後、国鉄に勤務。
国鉄竹田駅 (兵庫県)に勤務していた1938年に応召、鳥取歩兵四十連隊に入隊（階級は一等兵）するも、出征の直前、粟粒性結核に罹り、永久服役免除され療養生活に入る。陸軍病院の隔離病棟から日赤病院を経て、1939年に厚生省管理下の岡山県の傷痍軍人岡山療養所に入所。入所一週間は絶対安静であったが、安静中に時間を潰す書籍類を持参しておらず、偶然、隣のベッドにいた松江63連隊の陸軍病院から来た兵士・成田伊介が差し入れた『日本映画』という映画雑誌を読み、巻末に掲載されたシナリオに興味を持ち、成田に「これを書く人で、日本で一番偉い人はなんという人ですか？」と訊ねたところ「伊丹万作という人です」と返ってきたため、「では、自分でシナリオを書いて、伊丹万作という人に見て貰います」と宣言し、脚本家を志す。
粟粒性結核は、当時は不治の病とされたが、食事の悪さに耐えかね、将校に変装して無断で療養所を抜け出す「越境」を繰り返し、6㎞離れた倉敷へ徒歩で遊びに出かけたり、連絡船に乗って四国へ渡るなど、違反行為を繰り返した結果、克服することに成功した。前述の食糧事情についても、恩給が支給されるため懐は温かく、町で魚を仕入れるなど余裕があり、療養生活は案外楽しく「全くシナリオは書かなかった」と晩年の取材で述懐しているが、実際は入所から2年目の1941年10月25日から処女作である『山の兵隊』の執筆を開始している。療養生活は2年続き、結核を克服して労務作業が出来るようになってからも、退所願いが中々受理されず、飼い殺しの日々を送っていた。ある日、父・徳治が見舞いに訪れ、「先はそんなに長くないらしい」と弱気を見せた所、徳治から「早う死ね！」と怒鳴られ、その言葉にショックを受けて無断で帰郷。本格的に脚本の執筆を始めるが、しばらくは体調不良の度に療養所を往復する日々を送る。同年12月8日の真珠湾攻撃に端を発した太平洋戦争の幕開けをラジオで知り、周囲の療養者たちが日本の敗北を口々に予想する中、「あと数年で日本はなくなる。此処にいてもしょうがない」と思い、療養所を完全に去る決心を固め、1942年以降は入所を止めて、なし崩し的な退所扱いとなる。軍需徴用により、姫路市神田町の海軍管理工場だった「中尾工業」に勤め、実家の鶴居から姫路までの播但線の往復100分の汽車通勤の車内で『山の兵隊』の執筆を続け、休日に自宅で推敲の日々を送る。
1943年に妻・松子と結婚、翌年に長男・信吾誕生。
1944年、シナリオ『山の兵隊』が完成し、宣言の通り、当時、結核による療養生活に入っていた伊丹本人に送ったところ、思いがけず返信があり、「登場人物と挿話が多い」「複数の話を纏めた方が効果的」などの指摘事項の最後に「ものを書く素養に欠け、才能や感受性の方が先行し過ぎている」と辛辣に評価されるも、親切な批評と解釈し、以降、軍需工場での勤務を続けながら、伊丹の「唯一の脚本家としての弟子」としてシナリオの指導を受ける。3作目の習作『三郎床』が完成の折に初めて伊丹の元を訪れ、その後も書き上げる度に脚本を伊丹に送り、日曜日に本人と面会して指導を受ける日々を送るが、戦局の悪化から会社が日曜出勤となり、関西圏への出張時に訪問する形で関係を維持し続けた。
1945年、終戦。「中尾工業」での勤務は続いていたが、長年苦しめられていた粟粒性結核を、米軍が持ち込んだストレプトマイシンで治すことに成功する。
1946年9月、伊丹万作死去。同時期に、西播磨地区の企業を対象とした実業団野球大会に参加した際、プレー中に捕手と衝突し、椎間板ヘルニアとなり自宅療養を余儀なくされる。この時、私家版として芥川龍之介原作『藪の中』をわずか3日でシナリオ化し、ペラ93枚、上映時間45分程度の中編『雌雄』として完成させる。
1947年9月21日の一周忌の法要に出席。同席していた伊丹夫人より佐伯清監督を紹介される。伊丹夫人からの要請を受けて佐伯が脚本の指導を引き継ぎ、約1年の間に10本近い習作を、東京出張の度に添削指導したが、佐伯が黒澤明と助監督時代からの旧友と知り、今まで書いた習作を黒澤に見せて欲しいと要望する。そして1年も経たないうちに黒澤の窓口を担当していた映画プロデューサーの本木荘二郎から、黒澤が次回作として『雌雄』を映画化するという連絡がハガキで届き、打ち合わせのために上京する。黒澤から長編化するよう依頼され、芥川の短編小説『羅生門』も加えて加筆。最終的に黒澤が修正して完成させた脚本を基に、翌1950年に黒澤が演出した映画『羅生門』が公開され、脚本家としてデビューした。同作品はヴェネツィア国際映画祭グランプリを受賞するなど高い評価を受けた。
1951年に退社して上京し専業脚本家となる。
以後、黒澤組のシナリオ集団の一人として、小国英雄とともに『生きる』、『七人の侍』などの脚本を共同で執筆する。しかし、黒澤映画への参加は1960年の『悪い奴ほどよく眠る』で終わっており、あとはその10年後に『どですかでん』で1度だけ復帰する。その後、橋本は日本を代表する脚本家の一人として名声を高めることとなる。代表作に挙げられる『真昼の暗黒』、『張込み』、『ゼロの焦点』、『切腹』、『霧の旗』、『白い巨塔』、『上意討ち 拝領妻始末』、『日本のいちばん長い日』、『日本沈没』などの大作の脚本を次々と手がけ、論理的で確固とした構成力が高い評価を得る。

『私は貝になりたい』の映画版（1959年）のスタッフ、キャスト

1958年、KRT（現・TBS）の芸術祭参加ドラマ『私は貝になりたい』の脚本を手がける。上官の命令で、米兵捕虜を刺殺しそこなった二等兵が、戦犯として死刑に処せられる悲劇を描いたこのドラマは大好評となり、芸術祭賞を受賞した。翌1959年自身が監督して映画化し、監督デビューも果たす。しかし、作品中に登場する遺書が加藤哲太郎による『狂える戦犯死刑囚』のそれと酷似していたことから、加藤に原案者としてのクレジットを入れるよう要求されるも、橋本は『週刊朝日』からの引用であると主張し拒否、その上「このまゝ沈黙して呉れるなら十万円を出します。それは私のポケットマネーであって原作料ではない」と突き放したとされる。その後も加藤に連絡なく再放送が行われたことから、加藤は刑事告訴状を東京地検に提出したが、起訴はされなかった。
1968年、『太平洋の地獄』執筆のため、米国のロサンゼルスに長期滞在。東京へ帰った4日後にソ連のモスクワで開催された映画同盟とのシンポジウムに参加。
1973年、それまで配給会社主導で行われていた映画制作の新しい可能性に挑戦するため、「橋本プロダクション」を設立、松竹の野村芳太郎、東宝の森谷司郎、TBSの大山勝美などが参加し、映画界に新風を吹き込む。1974年に第1作として山田洋次との共同脚本で『砂の器』を製作、原作者の松本清張に原作を上回る出来と言わしめる傑作で、興行的にも大成功をおさめ、その年の映画賞を総なめにした。
続いて1977年に、森谷司郎監督、高倉健主演で『八甲田山』を発表し、当時の配給記録新記録を打ち立てる大ヒットとなった。わずか3ヵ月後に松竹で公開された『八つ墓村』（脚本担当）もこれに迫る数字をはじき出し、この年の橋本はまさに空前絶後の大ヒットメーカーぶりを示す。 数年前の『日本沈没』をあわせて、日本映画史上高額配収ランキング上位に橋本作品がずらりと並ぶという壮観を呈することになる(ちなみに、その殆どが田中友幸プロデュース作品であった)。『八つ墓村』は、この当時人気だった東宝╱角川春樹事務所の金田一耕助シリーズ（監督：市川崑、主演：石坂浩二）が綿密に構成された「合理的な謎解き」を前面に出していたのに対して、オカルティズム色を強く出した作品となった。 以後、1980年代まで脚本執筆、映画制作と精力的に活動した。
しかし1982年、脚本だけでなく製作、原作、監督もこなした東宝創立50周年記念映画『幻の湖』が、わずか2週間で興行打ち切りという憂き目にあう。その後も2本の脚本を書いたが、体調不良もあり、以後は事実上引退した状態が続いた。しかし体調回復に伴い、2006年に黒澤明との関係を語った著書『複眼の映像 私と黒澤明』を発表した。そして、2008年に中居正広主演でリメイクされることになった劇場版『私は貝になりたい』で、自らの脚本をリライトした。2000年、故郷である兵庫県市川町に「橋本忍記念館」がオープンした。
2018年7月19日9時26分、肺炎のため東京都世田谷区の自宅で死去。100歳没。
米国の映画芸術科学アカデミーは、2019年開催の第91回アカデミー賞において、逝去した映画人を悼む“In Memoriam”（イン・メモリアム）のコーナーで、橋本を追悼した。
脚本の完成度の高さ、そのスタンスから同業者に最も尊敬されている脚本家の一人であり、その影響は日本にとどまらず、世界中の製作者にも影響を与えている。

## 作風
晩年の取材で、橋本は自身の作風について「僕のシナリオはハッピーエンドはないね。ハッピーエンドにしたいと思うこともあるけど、ならんのだねえ―」と語り、状況を打破しようと闘うほど、対極的な結末が訪れ、やがて破滅する人間が描かれることが多いとして、要因の一つに、幼少期に祖母から繰り返し聞かされた「生野騒動」と呼ばれた、明治時代初期に発生した農民の武装蜂起の話が影響していると語って、「生野騒動の最後は一番不条理になるんだよね。普通の話じゃない。僕の書いてきた脚本も、全て異常な事件でしょう。五つ、六つの時に生野騒動が頭の中に刷り込まれているわけだ。持ち歌一つを、色を塗り替えてやってきたわけだ」とコメントしている。

## 人物
「忍」という名前は、父親の長兄の妻の一族だった郡長に由来し、橋本を溺愛していた祖母が周囲の反対を押し切って命名した。橋本は晩年も祖母を「お婆ちゃん」と呼んで慕っていたという。
幼少期に影響を受けた父親や旅芸人たちの無法で自由な生き方に憧れ、両親が願望した大学進学を断っている。後年に「橋本プロダクション」を設立した際、製作した全ての映画作品において長期に亘る地方ロケを敢行し、プロデューサーや監督の立場で必ず参加していた。特に野外でスタッフたちと一緒にロケ弁当を食べることを好み、「これほど楽しいことはなかった」「どんなとこでも座れる―いい商売だな」と述懐していたという。
陸軍の鳥取歩兵四十連隊の昭和14年度の初年兵として入隊したが、二・二六事件を契機に、軍隊を政治に関与させず、一層の兵力強化を上層部が指示した年と入隊時期が重なり、殊更に厳しい訓練を受けたため、病状の身であっても、6㎞程度なら平然と歩けるほど健脚であった。
脚本家になる前に勤務した軍需工場では、本社での経理担当を経てから、工場で原価計算方式の普及と指導、経理事務の監査を担当しているが、ここでの実務経験が、後に「橋本プロダクション」を設立した際の経営に活かされたという。
暗い部屋で長年作業をしていたため、強い光に当たると眩暈がする職業病を持ち、番組出演でも配慮される。「漢字が混ざるとイメージが固定されるので」と、単独執筆の場合、脚本はすべてカナタイプを使用して、片仮名でタイプしていた。このため現場のスタッフは脚本を読むのが大変だったという。
競輪ファンとして有名で、昭和40年代頃から50年代にかけては特別競輪決勝のTV中継にゲストとしてたびたび姿を見せており、寺内大吉と共に『論客』として競輪界への提言や出版物への寄稿なども行っていた。代表作砂の器のクライマックスシーンを「まくり一発」だと、競輪に例えて言及した。逮捕状請求の捜査会議までは殺人犯を追う地味で、淡々とした展開が進むが、親子遍路から映画展開が劇的に変化する。まくり一発とは競輪用語で終盤での猛追で他を追い抜き、ゴールする戦法を指す。
自信家で、謙遜を一切せず、処女作の『山の兵隊』が伊丹万作の目に留まったことについても、晩年の取材で「僕が読んでも『この人は見込みがある』と思えた。稚拙な出来損ないでも、きらっと光るものがある」と明言して憚らず、以降も、自身の才能や手掛けた作品に対する強い自信に裏打ちされた発言を行っている。

## 伊丹万作との関係
脚本家を志すきっかけとなり、実質的な師匠であった伊丹万作については、往復書簡から始め、後に書き上げた習作を添削指導してもらいに伊丹宅を訪れるのが、何よりの楽しみだったと証言しており、亡くなる一カ月前まで指導を受け、病死した際には脚本を書く意欲を失うほどであった。伊丹の指導は厳しく、習作を全て読み込んだ上で付箋を大量に挟みこみ、誤字の1つ1つまで指摘するほど徹底しており、面と向かって顔を上げられないような批判を何度も浴びせられたが、端的で具体的、実勢的なアドバイスを有難く受け止め、書き方の糧としていった。また、伊丹亡き後も、伊丹の妻や知人だった佐伯清の協力の下、脚本家の修行を続け、生前に伊丹が高く評価していた黒澤明との関わる発端となるなど、大きな存在であった。

## エピソード
処女作の『山の兵隊』は、療養所を出てからは軍需工場への通勤時間に執筆されたが、揺れる列車内で座って作業ができるよう、ベニヤ板の紙ばさみをカバンに持ち込んで、用紙を挟んで執筆した。また帰宅時は満員だったため、通路に出てカバンを机代わりに執筆を行ったが、清書などは休日に纏めて自宅で仕上げていた。
師事した伊丹万作からは、毎回厳しく人物やストーリーの描き方を指導されたが、半分は誤字脱字によるもので、伊丹からは「字を書く仕事で、字を間違えるというのは一番いけないことだ」と注意されたという。

## その他
橋本家は、戦国大名だった赤松氏の国人衆の1人で、江戸時代以降は豪農であった。明治時代に発生した洪水により土地が流出し、戦後に再建した住宅が国鉄の播但線建設に伴う立ち退きで取り潰され、小さな集落に転居した。3男だった父・徳治は貧窮から分家し、現在の鶴居駅前に職住兼備の住宅を構え、「橋本忍の生家」として現存している。
黒澤映画に三船敏郎が出演しなくなったことについて、最後となった『赤ひげ』が直接の原因ではなく、そういうことにならないといけない事情が、それ以前から積み重なっていたと思うと語った。具体例として、『蜘蛛巣城』撮影のエピソードをあげている。加えて黒澤映画は撮影期間が長く、その間、別な仕事をすれば数本分のギャラが入るから、黒澤明自身もそのことをよくわかっていたと語った。結果として両者の関係が『赤ひげ』で最後になったことは、二人にとっても不幸であったと語っている。

## 受賞
- ブルーリボン賞脚本賞（昭和25年度・31年度・33年度・37年度・41年度）
- 毎日映画コンクール脚本賞（昭和27年度・31年度・33年度・35年度・41年度・49年度）
- キネマ旬報ベスト・テン脚本賞（昭和33年度・35年度・41年度・42年度・49年度）
- 芸術祭賞（脚本）（昭和33年）
- 1977年：日本映画テレビプロデューサー協会賞（特別賞）
- 1991年：勲四等旭日小綬章[38]
- 1991年：NHK特別賞シナリオ功労賞
- 1997年：日本映画批評家大賞プラチナ大賞
- 2007年：第31回山路ふみ子映画賞映画功労賞（平成19年）
- 2013年：全米脚本家組合賞ジャン・ルノアール賞（平成25年）

## 映画

### 脚本作品
- 羅生門（1950年8月26日公開、黒澤明監督、大映）
- 平手造酒（1951年11月2日公開、並木鏡太郎監督、新東宝）
- 生きる（1952年10月9日公開、黒澤明監督、東宝）
- 加賀騒動（1953年2月19日公開、佐伯清監督、東映）
- 太平洋の鷲（1953年10月21日公開、本多猪四郎監督、東宝）
- さらばラバウル（1954年2月10日公開、本多猪四郎監督、東宝）
- 花と竜 第1部 洞海湾の乱斗（1954年3月3日公開、佐伯清監督、東映）
- 花と竜 第2部 愛憎流転（1954年3月24日公開、佐伯清監督、東映）
- 勲章（1954年4月14日公開、渋谷実監督、松竹）
- 七人の侍（1954年4月26日公開、黒澤明監督、東宝）
- 次郎長三国志 第九部 荒神山（1954年7月14日公開、マキノ雅弘監督、東宝）
- 大岡政談妖棋伝 白蝋の仮面（1954年8月10日公開、並木鏡太郎監督、新東宝）
- 大岡政談妖棋伝 地獄谷の対決（1954年8月17日公開、並木鏡太郎監督、新東宝）
- 初姿丑松格子（1954年11月30日公開、滝沢英輔監督、日活）
- 生きとし生けるもの（1955年2月25日公開、西河克己監督、日活）
- 生きものの記録（1955年11月22日公開、黒澤明監督、東宝）
- 白扇 みだれ黒髪（1956年3月15日公開、河野寿一監督、東映）
- 真昼の暗黒（1956年3月27日公開、今井正監督、現代ぷろだくしょん）
- 蜘蛛巣城（1957年1月15日公開、黒澤明監督、東宝）
- 伴淳・森繁の糞尿譚（1957年5月21日公開、野村芳太郎監督、松竹）
- 憎いもの（1957年5月28日公開、丸山誠治監督、東宝）
- 妻こそわが命（1957年6月11日公開、佐伯幸三監督、大映） - 原案
- 女殺し油地獄（1957年11月15日公開、堀川弘通監督、東宝）
- どたんば（1957年11月24日公開、内田吐夢監督、東映）
- 張込み（1958年1月15日公開、野村芳太郎監督、松竹）
- 夜の鼓（1958年4月15日公開、今井正監督、松竹）
- 奴が殺人者だ（1958年7月29日公開、丸林久信監督、東宝）
- 鰯雲（1958年9月2日公開、成瀬巳喜男監督、東宝）
- 隠し砦の三悪人（1958年12月28日公開、黒澤明監督、東宝）
- コタンの口笛（1959年3月29日公開、成瀬巳喜男監督、東宝）
- 七つの弾丸（1959年10月27日公開、村山新治監督、東映）
- 空港の魔女（1959年11月22日公開、佐伯清監督、東映）
- 黒い画集 あるサラリーマンの証言（1960年3月13日公開、堀川弘通監督、東宝）
- ハワイ・ミッドウェイ大海空戦 太平洋の嵐（1960年4月26日公開、松林宗恵監督、東宝）
- いろはにほへと（1960年5月20日公開、中村登監督、松竹）
- 地図のない町（1960年6月11日公開、中平康監督、日活）
- 弾丸大将（1960年9月13日公開、家城巳代治監督、東映）
- 悪い奴ほどよく眠る（1960年9月15日公開、黒澤明監督、東宝）
- 最後の切札（1960年9月20日公開、野村芳太郎監督、松竹）
- ゼロの焦点（1961年3月19日公開、野村芳太郎監督、松竹）
- 八百万石に挑む男（1961年9月13日公開、中川信夫監督、東映）
- 切腹（1962年9月16日公開、小林正樹監督、松竹）
- 白と黒（1963年4月10日公開、堀川弘通監督、東宝）
- 悪の紋章（1964年7月11日公開、堀川弘通監督、東宝） - 原作
- 仇討（1964年11月1日公開、今井正監督、東映）
- 暴行 - The Outrage（1964年12月26日日本公開、マーティン・リット監督、メトロ・ゴールドウィン・メイヤー） - オリジナル脚本
- 侍（1965年1月3日公開、岡本喜八監督、東宝）
- その口紅が憎い（1965年5月16日公開、長谷和夫監督、松竹）
- 霧の旗（1965年5月28日公開、山田洋次監督、松竹）
- 香港の白い薔薇（1965年8月25日公開、福田純監督、東宝）- 原案
- 大菩薩峠（1966年2月25日公開、岡本喜八監督、東宝）
- 白い巨塔（1966年10月15日公開、山本薩夫監督、大映）
- 上意討ち 拝領妻始末（1967年5月27日公開、小林正樹監督、東宝）
- 日本のいちばん長い日（1967年8月3日公開、岡本喜八監督、東宝）
- 首（1968年6月8日公開、森谷司郎監督、東宝）
- 太平洋の地獄 - Hell in the Pacific（1968年12月21日公開、ジョン・ブアマン監督、松竹）※ノンクレジット
- 風林火山（1969年3月1日公開、稲垣浩監督、東宝）
- 人斬り（1969年8月9日公開、五社英雄監督、大映）
- 影の車（1970年6月6日公開、野村芳太郎監督、松竹）
- どですかでん（1970年10月31日公開、黒澤明監督、東宝）
- 暁の挑戦（1971年5月22日公開、舛田利雄監督、松竹）
- 「されどわれらが日々」より 別れの詩（1971年7月3日公開、森谷司郎監督、東宝）
- 人間革命（1973年9月8日公開、舛田利雄監督、東宝）
- 現代任侠史（1973年10月27日公開、石井輝男監督、東映）
- 日本沈没（1973年12月29日公開、森谷司郎監督、東宝）
- 砂の器（1974年10月19日公開、野村芳太郎監督、松竹）※製作も
- 続人間革命（1976年6月19日公開、舛田利雄監督、東宝）
- イエロー・ドッグ - Yellow Dog（1977年2月26日公開、テレンス・ドノヴァン監督、松竹）
- 八甲田山（1977年6月4日公開、森谷司郎監督、東宝）※製作も
- 八つ墓村（1977年10月29日公開、野村芳太郎監督、松竹）
- 愛の陽炎（1986年3月1日公開、三村晴彦監督、松竹）
- 旅路 村でいちばんの首吊りの木（1986年11月1日公開、神山征二郎監督、東宝）※製作も
- 隠し砦の三悪人 THE LAST PRINCESS（2008年5月10日公開、樋口真嗣監督、東宝） - オリジナル脚本
- 私は貝になりたい（2008年11月22日公開、福澤克雄監督、東宝）

村井淳志『脚本家・橋本忍の世界』（集英社新書）の巻末に、詳細な作品リスト（共同脚本家名・シナリオ掲載誌・LD/VHS/DVD化の有無を含む）がある。

### 監督作品
- 私は貝になりたい（1959年）
- 南の風と波（1961年）
- 幻の湖（1982年）

### その他の映像作品
- 怪談蚊喰鳥（1961年7月5日公開、森一生監督、大映） - 構成・監修
- 連合艦隊司令長官 山本五十六（1968年8月14日公開、丸山誠治監督、東宝） - 参考資料
- 影武者（1980年4月26日公開、黒澤明監督、東宝） - アドバイザー

## テレビドラマ
- 私は貝になりたい（1958年10月31日放送、ラジオ東京テレビ） - 物語・構成
- いろはにほへと（1959年11月20日放送、ラジオ東京テレビ）
- 正塚の婆さん（1963年10月25日放送、TBSテレビ）
- 悪の紋章（1965年 - 1966年、テレビ朝日） - 原作
- 泣いてたまるか 23話「その一言がいえない」（1966年12月4日放送、TBSテレビ）[注釈 3]
- 剣（1967年 - 1968年）
- お庭番（1968年）
- ナタを追え[39]（1970年）
- 非情のライセンス 第1シリーズ（1973年 - 1974年）
- ゼロの焦点（1983年）
- 私は貝になりたい（1994年）
- 上意討ち 拝領妻始末（2013年）

## 著書
- 私は貝になりたい（現代社、1959年）
- 悪の紋章（朝日新聞社、1963年 / のち講談社ロマン・ブックス）
- 独裁者のラブレター（講談社、1969年 / のちロマン・ブックス）
- 映画「八甲田山」の世界（映人社、1977年）
- 幻の湖（集英社、1980年 / 集英社文庫、1982年）
- 戦国鉄砲商人伝（集英社文庫、1988年）
- 橋本忍 人とシナリオ（シナリオ作家協会、1994年）
- 複眼の映像-私と黒澤明-（文藝春秋、2006年 / 文春文庫 2010年）
- 私は貝になりたい（朝日文庫、2008年）

## 評伝
- 村井淳志『脚本家・橋本忍の世界』集英社新書、2005年。ISBN 4087203050
- 春日太一『鬼の筆　戦後最大の脚本家・橋本忍の栄光と挫折』文藝春秋、2023年。ISBN 4163917004